# Bodden Town Football Club
Maillots
Le Bodden Town Football Club, plus communément appelé le Bodden Town FC, est un club de football caïmanais basé dans la ville de Bodden Town dans les îles Caïmans.

## Histoire du club
Le club est fondé en 1970, ce qui en fait le plus ancien club caïmanais de football. Il compte à son palmarès quatre titres de champion des îles Caïmans ainsi que sept coupes nationales: quatre CIFA Cup et deux President's Cup (voir palmarès ci-dessous).
Bodden Town FC a participé à deux reprises à des compétitions internationales, après ses succès au niveau national. Ses deux apparitions ont eu lieu lors de la CFU Club Championship, en 2011 et 2014.

## Palmarès
- Championnat des îles Caïmans (4) :
  - Champion : 2013, 2014, 2017 et 2020.

- Coupe des îles Caïmans (4) :
  - Vainqueur : 2001, 2009, 2013 et 2017
  - Finaliste : 2003 et 2016.

- President's Cup (2) :
  - Vainqueur : 2016 et 2017.
  - Finaliste : 2010 et 2012.